# Kenny Passarelli
Kenny Passarelli (Denver, 28 ottobre 1949) è un bassista statunitense di origini italiane.

## Carriera
Nato in Colorado, Passarelli è stato uno dei fondatori dei Barnstorm, co-autore di Rocky Mountain Way. Ha suonato con una varietà di musicisti pop e rock, tra cui Joe Walsh, Elton John Dan Fogelberg, Stephen Stills (negli album Stills e The Live Album, del 1975) e Hall & Oates. Ha sostituito Dee Murray nella Elton John Band, dal 1975 al 1976, suonando negli album Rock of the Westies e Blue Moves. Nel 1978 lavorò con Hall & Oates e apparve nei loro album Livetime e Along the Red Ledge.

### Con Edoardo Bennato
In Italia ha lavorato con Edoardo Bennato, suonando nell'album Non farti cadere le braccia del 1973.

## Discografia

### Da solista
- I'm Never Gonna Break Your Heart/We Can Stay in Love (RSO, 1977)

### Come collaboratore
- Joe Walsh
  - Barnstorm[4] (ABC, 1972)
  - The Smoker You Drink, the Player You Get[5] (Dunhill, 1973)
  - So What[5] (Dunhill, 1974)
  - There Goes the Neighborhood[5] (Asylum, 1981)
  - Analog Man[5] (Fantasy, 2012)
- Edoardo Bennato – Non farti cadere le braccia (Ricordi, 1973)
- Dan Fogelberg
  - Souvenirs (Epic, 1974)
  - The Innocent Age (Epic, 1981)
  - Windows and Walls (Epic, 1984)
- Stephen Stills
  - Stills (Columbia, 1975)
  - The Live Album (Atlantic, 1975)
- Elton John
  - Rock of the Westies (DJM, 1975)
  - Blue Moves (Rocket, 1976)
- Hall & Oates
  - Livetime (RCA, 1978)
  - Along the Red Ledge (RCA, 1978)
- Daryl Hall[5] Sacred Songs (RCA, 1980)
- Bernie Taupin[2] – He Who Rides the Tiger (Elektra, 1980)
- Eric Carmen – Tonight You're Mine (Arista, 1980)
- Yusuf Islam[2] – Roadsinger (Island, 2009)